# 雷米普利
雷米普利（INN：Ramipril）用於治疗高血壓、心臟衰竭和糖尿病腎病的口服药物。可预防高風險族群的心血管疾病。它是高血压合理的初始治疗。。 
常见副作用包括头痛、头晕、疲倦和咳嗽。严重的副作用包括可能肝脏问题、血管性水肿、腎功能衰竭和高鉀血症。不建议在怀孕和母乳哺育期间使用。它是一种ACE 抑制剂，可降低肾素-血管紧张素-醛固酮系统活性，使血壓下降。
雷米普利于 1981 年获得专利，并于 1989 年取得醫療使用許可。已有學名药流通於市。 2017 年，它是美国第 134 种最常用处方药，共开出超过 500 万张处方 。